# Марта Тимофеева
Марта Андреевна Тимофеева с псевдоним Марта Кеслер; родена на 8 август 2009 г., Москва, Русия) е руска филмова и телевизионна актриса, модел. До февруари 2019 г. тя участва в 47 игрални филма и телевизионни сериали.

## Биография
Родена на 8 август 2009 г. в Москва. Майка ѝ е балерината на Болшой театър Анна Ребецкая (родена 1977 г.), баща ѝ е музикант във военен оркестър Андрей Тимофеев (роден 1978 г.). От детството си Тимофеева е зад кулисите на Болшой театър, отива и на турнета с майка си и гледа нейните представления. За първи път се появява в реклама за пелени, когато е само на няколко месеца. Според друга версия, също разказана от родителите на Марта, те направили фотосесия за спомен с дъщеря си и фотографът предложил да изпрати снимките на свой познат агент. След това Тимофеева за първи път е поканена да бъде заснета на корица на списание. До тригодишна възраст се снима само в реклами. На тригодишна възраст тя за първи път е поканена за една от двете главни роли в късометражния филм „Тиква“. По-късно във филма „Той е дракон“ Марта играе епизодична роля като дъщеря на главните герои.
На шестгодишна възраст Марта за първи път участва в една от трите главни роли в игрален филм на Константин Худяков по сценарий на Иван Охлобистин „Молецът“. Тимофеева изиграва малка „изгубена душа“ – момиче, което ви кара да мислите за смисъла на живота на другите герои във филма. Марта изненадва снимачния екип, като иска презаснемане на все повече и повече кадри на сцени, които според нея са неуспешно заснети.
През 2018 г. Тимофеева играе епизодична роля в трилъра „Добре дошли в милостта“ на американския режисьор Томи Бертелсен (англ. Welcome to mercy, филмът е известен още като Beatus). Режисьорът нарича изпълнението на Марта „впечатляващо“. През май 2019 г. на XXVII всеруски фестивал „Виват, кино России!” е отбелязано: „Състоя се премиерата на игралния филм на режисьора Александър Галибин по разказа „Радостта на нашия дом“ на башкирския съветски поет и драматург Мустай Карим „Сестричка“, където Марта Тимофеева отново играе главната роля. Вестник „Вечерен Санкт Петербург“ описва героя ѝ като „момиче с огромни очи с цвета на небето“, което „отразява ужаса на войната“. Режисьорът казва, че е поставил задачата да разкрие природата на младите артисти, а не да ги научи да играят, той се е опитал да ги постави в ситуация, в която не е необходимо да играят, така че „зрителят да види уникално момиче и момче, а не артисти“.
Актрисата активно се появява в телевизионни сериали. В сериала „Секта“ от 2019 г. на френския режисьор от грузински произход Гела Баблуани казва: „Тя изигра дъщерята на главната героиня, надарена със специални способности, която страда от факта, че майка ѝ не и дава нужното внимание и грижи“. Според Марта режисьорът я моли да изиграе ролята си така, както се чувства, и след всеки снимачен ден той настоява да каже една и съща фраза: „Ще бъда най-добрата актриса в света и ще стигна дотам“. Тимофеева също изиграва значителни роли в телевизионния сериал „Гогол“ (Василина), „Кървавата дама“ (садистката и сериен убиец Дария Салтикова в детството), „Обадете се на Ди Каприо!“ (Василиса) и други.
Като гост-актриса в Държавния академичен Болшой театър на Русия Марта Тимофеева играе главната роля в детската пиеса „Пътеводител на оркестъра. Карнавал на животните“. Спектакълът на носителя на наградата „Златна маска“ режисьора Алексей Франдети и диригента Антон Гришанин съчетават „Ръководство за оркестъра за млади слушатели“ („Вариации и фуга по темата на Хенри Пърсел“) от Бенджамин Бритън и „Карнавалът на животните“ от Камий Сен Санс. Марта Тимофеева учи в детско професионално учебно филмово студио „Актор“. Интересите на младата актриса се представляват от актьорската агенция GM Consulting & Production.
През април 2020 г. в големи руски медии е публикувано съобщение, че младата актриса е получила покана да снима в Холивуд. Тя е одобрена за роля в сериала „Тайното общество на г-н Бенедикт“, който се планира да бъде базиран на книга на Трентън Лий Стюарт. Поредицата се основава на поредица от книги (общо 4 книги, издадени в Русия). Разказва как четири деца са определени в резултат на сложен подбор. Подбрани са от мистериозния и ексцентричен господин Бенедикт. Руската актриса ще играе ролята на Констанс Контраре, момиче с огромен чип на рамото. Тя е „непокорна и умна“; често тя е тази, която инициира неочаквани решения. Сериалът трябва да бъде пуснат в стрийминг услугата Disney+.
През юни 2021 г. в медиите се появява информация за снимките на Марта Тимофеева в главната роля във филма „Моята ужасна сестра“. Млади хора се готвят да се женят. Всеки от тях има дъщери от предишен брак. Момичетата не искат да живеят заедно и да споделят вниманието на родителите си, затова решават да се карат с възрастните. Режисьор на филма е Александър Галибин, а в една от главните роли е певицата Наталия Йонова (от „Глюкоза“). Снимките се провеждат в Санкт Петербург и Виборг.
През 2020 г. уебсайтът на Пети канал на руската телевизия включва Марта Тимофеева, заедно с Виталия Корниенко, в топ 5 на децата актьори на съвременна Русия. Според актьорската агенция GM Production през февруари 2021 г. момичето е взело сценичното име Марта Кеслър.

## Личност на актрисата
Майката разказва за дъщеря си: „Марта беше много емоционално дете от ранна детска възраст. От ранна детска възраст тя привличаше погледите на минувачите; външността и енергията на Марта са такива, че хората се привличат към нея като молци към светлина”. Марта е разпознавана от минувачите на улицата, молена да си направят селфи и понякога е молена да напише автограф директно върху ръката, но майка ѝ я характеризира като скромно и срамежливо момиче. Тя казва за подготовката за снимки със семейството си: „Ние винаги се подготвяме за това предварително, четем сценария заедно и разбираме характера на героя. Когато Марта пристига на снимачната площадка, тя вече има представа за историята, която ще играе. Но, разбира се, режисьорът е този, когото тя слуша преди всичко, той може да вижда различно“. За да не пропуска момичето от училище, снимките обикновено се планират през уикендите или след училище.
Тимофеева е добра ученичка в училище, ходи на спортен клуб и плувен басейн, интересува се от спийдкубинг (скоростно подреждане на кубчето на Рубик), мечтае да се научи да свири на укулеле и обича да кара кънки. Освен това обича да шие и рисува на таблет. Обича аниметата на Хаяо Миядзаки, съветски анимационни филми и сериали, филми „Мио, мой Мио“, „Приказка за странстванията“, „Безкрайната история“.
Момичето мечтае да стане актриса и ще влезе в Театралния институт „Борис Шчукин“. В интервю за вестник „Комсомолская правда“ Тимофеева отбелязва, че ще стане театрална актриса. Според нея два дни преди представлението тя започва да се чувства толкова развълнувана, „сякаш... пеперуди летят в стомаха ѝ“. Момичето обяснява това, като каза, че в киното можете да поправите грешка, която сте направили, но в театъра не можете. Тя признава, че мечтае за къща в Лос Анджелис „със седем котки и басейн на покрива... и фенкин“ (каталог зафамилни имена), както и да участва в американски филми и в руски. Тя харесва „Бийтълс“, Дейвид Боуи, Били Айлиш и филма „Извънземното“.

## Избрана филмография
| Филм               | Филм                              | Филм                                  |
| Година на издаване | Заглавие                          | Роля                                  |
| ------------------ | --------------------------------- | ------------------------------------- |
| 2013               | Тыква                             | дъщерята                              |
| 2015               | Он — дракон                       | дъщерята на Мира и Арман              |
| 2016               | Дед Мороз. Битва магов            | Маша Петрова в детството              |
| 2017               | Чернобыль: Зона отчуждения        | Юля, дъщерята на Виталий Сорокин      |
| 2017               | Гоголь. Начало                    | Василина, дъщерята на ковача Вакула   |
| 2017               | Время первых                      | Виктория, дъщерята на Алексей Леонов  |
| 2017               | Оптимисты                         | Аня, дъщерята на Григорий Бирюков     |
| 2017               | Психологини                       | Ксюша, дъщерята на Виктория Покровска |
| 2017               | Мотылёк                           | Катя                                  |
| 2017               | Неизвестный                       | Полина                                |
| 2018               | Кровавая барыня                   | Даря Салтикова в детството            |
| 2018               | Гоголь. Вий                       | Василина, дъщерята на ковача Вакула   |
| 2018               | Другие                            | Лидочка в детството                   |
| 2018               | Гоголь. Страшная месть            | Василина, дъщерята на ковача Вакула   |
| 2018               | Звоните ДиКаприо!                 | Василиса, дъщерята на Лев и Марина    |
| 2018               | Русалки                           | Юля Тихонова                          |
| 2019               | Сестрёнка                         | Оксана                                |
| 2019               | Секта                             | Кира                                  |
| 2019               | Эбигейл                           | Абигейл Фостър в детството            |
| 2019               | Союз спасения                     | Варя, дъщерята на Кондратий Рилеев    |
| 2020               | Филатов                           | Полина, дъщерята на Андрей Филатов    |
| 2020               | Яга. Кошмар тёмного леса          | Сета                                  |
| 2020               | Вратарь Галактики                 | момичето с респиратора                |
| 2020               | Выжить                            | младата Джейн                         |
| 2020               | Последний богатырь: Корень зла    | Варвара в детството                   |
| 2020               | Метод 2                           | Тася, дъщерята на Дьоминов            |
| 2021               | Ряд 19                            | Диана                                 |
| 2021               | Тайное общество мистера Бенедикта | Констанс Контрейр                     |
| 2022               | Артек. Большое путешествие        | Ирина Осипова в детството             |